# Ökengräshoppa
Ökengräshoppa (Schistocerca gregaria) är en gräshoppa som kan uppträda som en svår skadegörare på odlade grödor från norra Afrika till Indien. Den är en så kallad vandringsgräshoppa och kan i sin vandringsfas bilda stora svärmar som orsakar betydande ekonomiska förluster då gräshoppan kan konsumera en födomängd motsvarande sin egen kroppsvikt per dag. För en svärm som kan innehålla flera miljoner individer kommer svärmens sammanlagda konsumtion att uppgå till tusentals ton.

## Levnadssätt
Ökengräshoppan förekommer i två olika former, en solitär eller ensamlevande och en vandrande som skiljer sig åt i utseende och beteende. Vandrade gräshoppor har starkare färger och uppträder i svärmar, medan de solitära gräshopporna har mer dämpade färger och inte bildar svärmar. Övergång mellan formerna påverkas av individtätheten i populationerna. Då individtätheten är hög så att gräshopporna ofta kommer i beröring med varandra så utlöser det till slut ett svärmbeteende och när individtätheten minskar, genom att individerna börjar dö, så avtar benägenheten att svärma och återgång till ett solitärt levnadssätt sker.
Gräshoppor genomgår ofullständig förvandling. En solitär hona kan lägga upp till omkring 150 ägg per gång, vandrade honor lägger sällan fler än 80 ägg per gång. Ofta hinner en hona lägga åtminstone tre omgångar med ägg under sin levnad. De fullbildade gräshoppornas livslängd beror mycket på vädret och de ekologiska förutsättningarna och varierar mellan ungefär tre och fem månader. Äggen läggs i sandiga områden, 10–15 centimeter ner i marken. Utvecklingen av äggen beror på temperaturen, om det är goda temperaturförhållanden kläcks de efter cirka 14 dagar, eller till och med bara 10 dagar. Om det är kallare tar det längre tid, upp till 65 dagar. Nymfen behöver 30–40 dagar för att utvecklas till fullbildad insekt, imago.

## Stora svärmar
Under 1900-talet förekom stora svärmar av ökengräshoppor 1926-1934, 1940-1948, 1949-1963, 1967-1969 och 1986-1989. 2004 drabbades Sahel och västra Nordafrika, särskilt Mauretanien, av större svärmar av ökengräshoppor. Stora svärmar av gräshoppor finns omnämnda från Egypten redan på faraotiden och i Gamla Testamentet omnämns en invasion av gräshoppor som en av Egyptens tio plågor.